# Chrysoprasis hirtula
Chrysoprasis hirtula là một loài bọ cánh cứng trong họ Cerambycidae.